# Streicher Péter
Streicher Péter, szül. Molnár Péter (Pécs, 1991. május 28. –) magyar táncművész, koreográfus.

## Pályafutása
2010-ben szerződött Miskolcra, a Miskolci Nemzeti Színház táncművészeként. 2012-ben vendég koreográfusként dolgozott az egri Gárdonyi Géza Színház - GG Tánc Eger táncművészeivel. 2013-ban alapítótagja volt a Miskolci Balett társulatának. 2014-ben a szabadúszás mellett döntött, dolgozott a Szolnoki Szigligeti Színház társulatával és budapesti alkotókkal.
2014-ben elhagyta az országot, Angliában tanított a MyCharleston tanáraként, és több pályázat és támogatás segítségével megalapította önálló együttesét. A Streicher Dance Company ügyvezető igazgatójaként több nemzetközi társulás tagjaként kezdték jegyezni a társulatot.
2019-ben a CID (International Dance Council - UNESCO) tagja, majd az Év Balettegyüttese lett a londoni Prestige Awards 2019 szakmai bizottság döntéseként.Az elismerést 2020-ban,második alkalommal is a társulatnak ítélték oda.

## Fontosabb szerepei[2]
- 2013 Rómeó és Júlia (Paris) Miskolci Balett
- 2013 Médeia (Iaszon) Miskolci Balett
- 2013 négyNEGYED (táncművész) Miskolci Balett
- 2012 Diótörő (bohóc, spanyol) Miskolci Nemzeti Színház
- 2012 A "Forint" (Médeia, Iaszon) Miskolci Nemzeti Színház
- 2012 Táncfantáziák (koreográfus) GG Tánc Eger
- 2012 Ludas eM / Mesterkurzus (táncművész) MNSZ
- 2007 Spartacus 2076 (táncművész) Pécsi Balett

## Jegyzetek

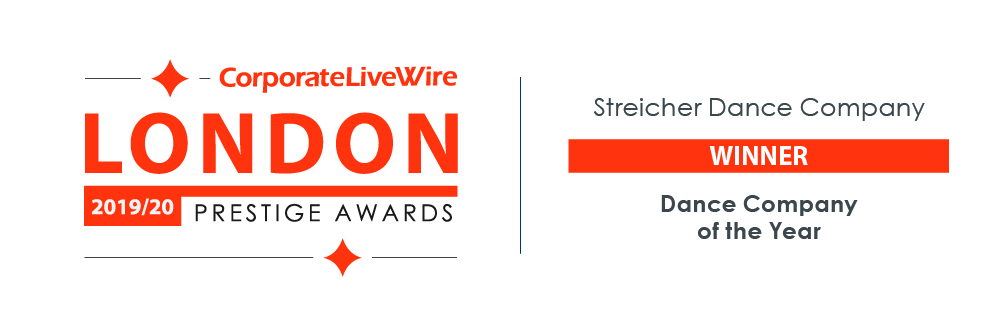
Streicher Dance Company - 2019

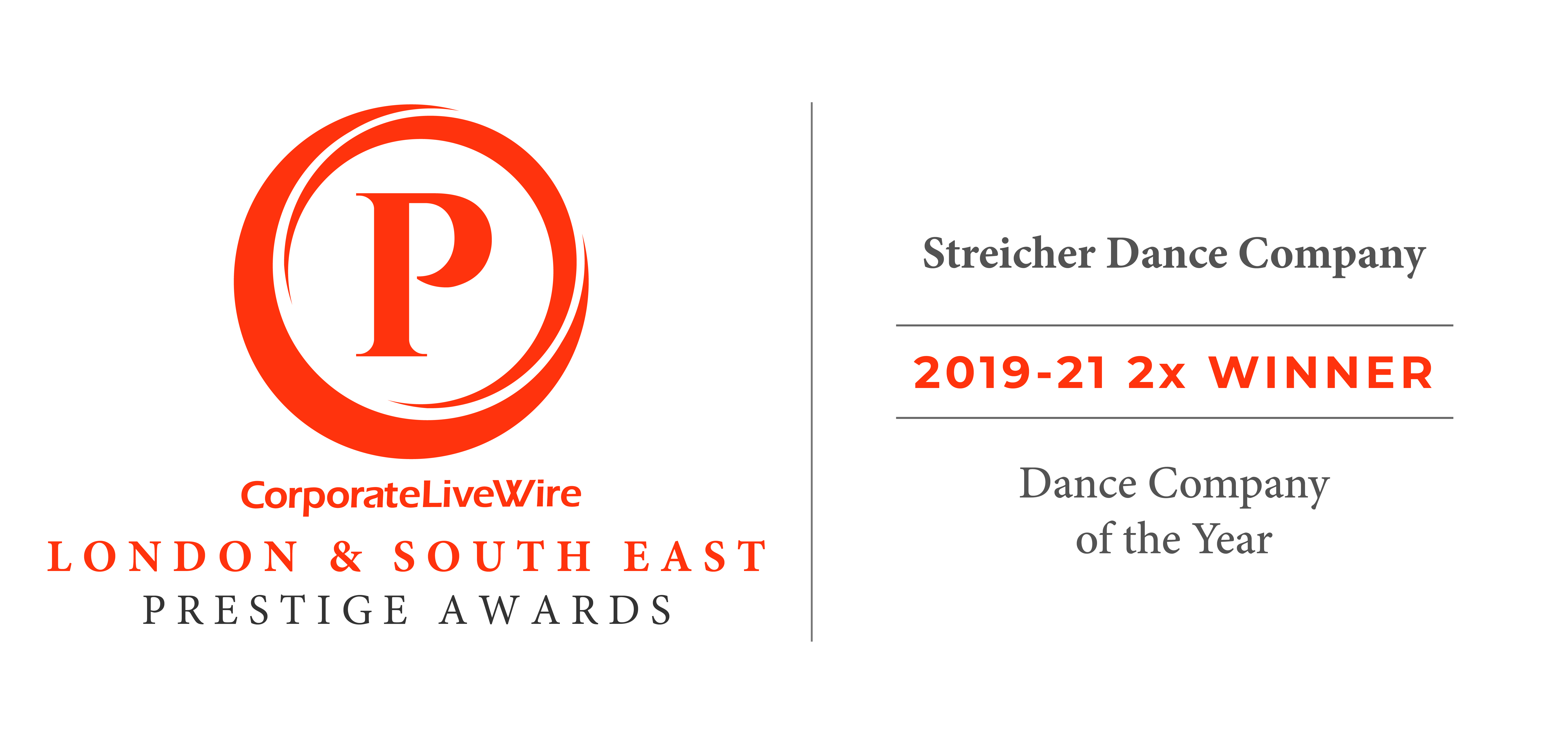
Streicher Dance Company - 2020

## Díjak
2019 Dance Company of the Year
•London Prestige Awards
2020 Dance Company of the Year
•London Prestige Awards